# Yuri Zavezyon
Yuri Sergeyevich Zavezyon (tiếng Nga: Юрий Сергеевич Завезён; sinh ngày 28 tháng 1 năm 1996) là một cầu thủ bóng đá người Nga thi đấu cho F.K. Kuban Krasnodar.

## Sự nghiệp câu lạc bộ
Anh có màn ra mắt cho đội một của F.K. Kuban Krasnodar vào ngày 23 tháng 9 năm 2015 trong trận đấu tại Cúp quốc gia Nga trước F.K. Shinnik Yaroslavl.